# Alitalia CityLiner
Alitalia CityLiner S.p.A war eine italienische Regionalfluggesellschaft mit Sitz in Fiumicino und Basis auf dem Flughafen Rom-Fiumicino. Sie war Tochtergesellschaft von Alitalia, deren Flugbetrieb am 14. Oktober 2021 eingestellt wurde.

## Geschichte
Alitalia CityLiner wurde 2006 unter dem Namen Air One CityLiner durch Air One gegründet. Wie Air One wurde sie ab 2008 in die Compagnia Aerea Italiana eingebracht.
Im April 2011 wurde sie in Alitalia CityLiner umbenannt.

## Flugziele
Alitalia CityLiner flog im Streckennetz der Alitalia innerhalb Italiens und zu europäischen Zielen.

## Flotte

### Flotte bei Betriebseinstellung

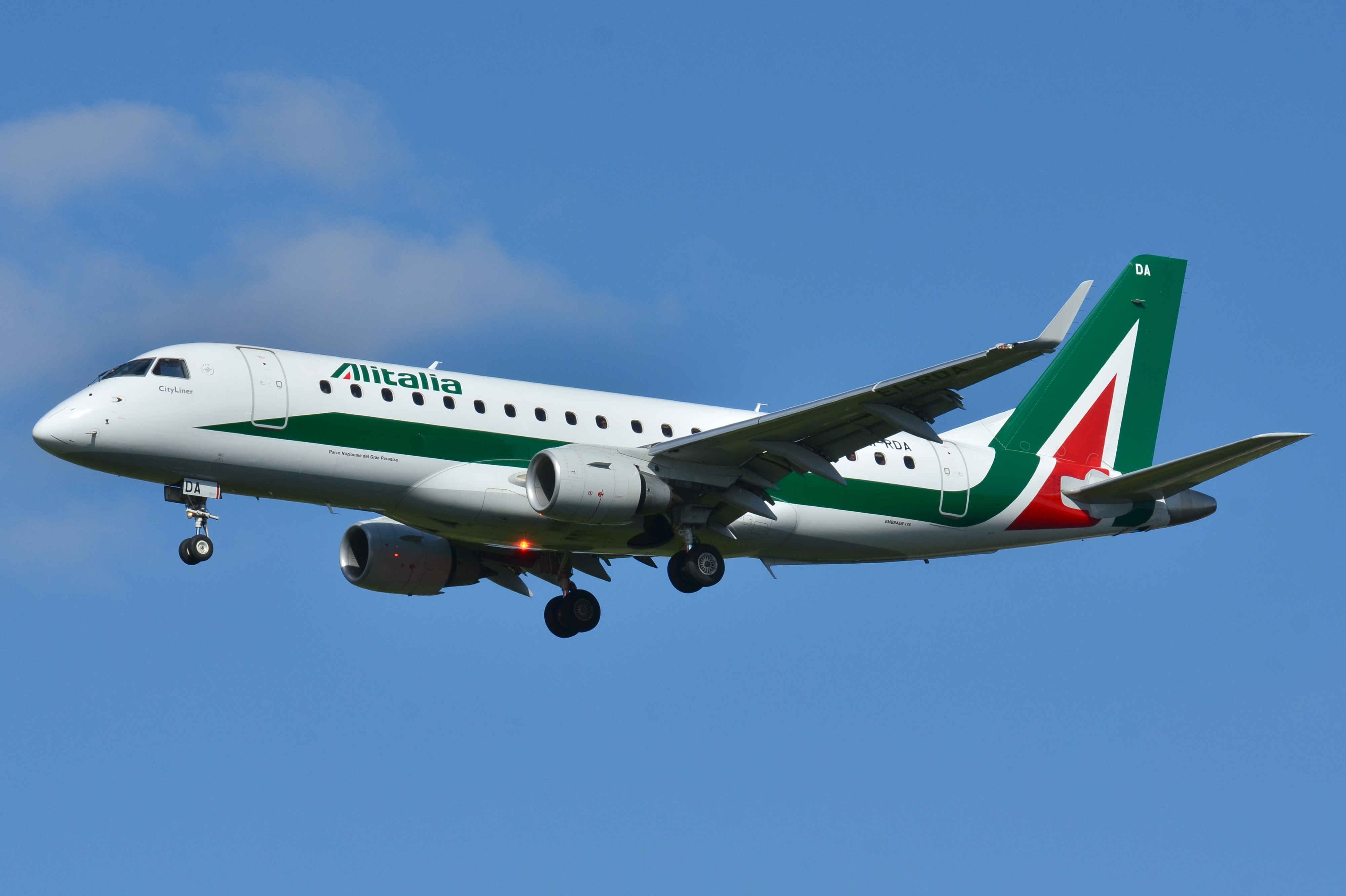
Embraer 175 der Alitalia CityLiner

Mit Stand Februar 2021 bestand die Flotte der Alitalia CityLiner aus 15 Flugzeugen mit einem Durchschnittsalter von 8,9 Jahren:
| Flugzeugtyp | Anzahl | bestellt | Anmerkungen                      | Sitzplätze (Economy+/Economy) | Durchschnittsalter (Februar 2021) |
| ----------- | ------ | -------- | -------------------------------- | ----------------------------- | --------------------------------- |
| Embraer 175 | 10     |          |                                  | 88 (20/68)                    | 8,8 Jahre                         |
| Embraer 190 | 05     |          | EI-RND in SkyTeam-Sonderbemalung | 100 (20/80)                   | 9,2 Jahre                         |
| Gesamt      | 15     | –        |                                  |                               | 8,9 Jahre                         |

### Zuvor eingesetzte Flugzeuge
Zuvor betrieb Alitalia CityLiner unter anderem auch folgende Flugzeugtypen:
- Bombardier CRJ-900